# Maïmouna Doucouré
Maïmouna Doucouré (París, 1985) es una guionista y cineasta francesa. 
Se dio a conocer en 2015 con su cortometraje Maman(s); tanto este como sus siguientes trabajos han recibido numerosos premios en Francia y a nivel internacional.
En 2020 dirigió su primer largometraje, Mignonnes (Cuties), en el que aborda la cuestión de la hipersexualización de las niñas en la era digital. La película tuvo su estreno mundial en el Festival de Cine de Sundance, donde Doucouré recibió el premio a la mejor dirección en la sección World Cinema Dramatic. También obtuvo una mención especial del jurado en la Berlinale, dentro de la sección Generation. En Francia, Mignonnes fue aclamada por la crítica y galardonada, entre otros, con el César al mejor revelación femenina, otorgado a Fathia Youssouf, actriz principal del filme.
En 2019 fue seleccionada por la Academia de Artes y Ciencias Cinematográficas de Estados Unidos para su programa Academy Gold Fellowship for Women. Actualmente desarrolla una película biográfica sobre Josephine Baker, coproducida por Bien ou Bien Productions y StudioCanal.

## Primeros años

##### Juventud y formación
Doucouré nació y se crio en el XIX distrito de París, siendo sus padres de origen senegalés. Creció en una familia polígama con dos madres. Su padre trabajaba como basurero y su madre como comerciante. 
Doucouré se graduó con una licenciatura en biología de la Universidad Pierre y Marie Curie. Paralelamente a sus estudios, tomó clases de teatro en el laboratorio de la actriz Hélène Zidi. Creó y estrenó su primer cortometraje autoproducido, Cache-cache, en 2013.

## Obras destacadas
El cine de Maïmouna Doucouré está profundamente vinculado a su historia personal y a su doble identidad franco-senegalesa. A través de una puesta en escena sensible, que combina el realismo social con la poesía visual, aborda temáticas como la infancia, la identidad o la condición femenina.
«Mi objetivo es romper tabúes y generar debate», declaró en una entrevista con HuffPost.

#### Mamá(s) (2015)
En 2015, produjo su segundo cortometraje, Mamá(s), con la asistencia del estudio Bien ou Bien Productions y la productora Zango. El cortometraje fue aclamado por la crítica por su guion y se estrenó en el Festival Internacional de Cine de Toronto de 2015, el Festival de Cine de Sundance de 2016 y también ganó conjuntamente el Premio César al Mejor Cortometraje en la 42ª edición de los Premios César en 2017 junto con Towards Tenderness, dirigida por Alice Diop.

#### Guapis (2020)
Escribió el guion de su primer largometraje, Guapis, a principios de 2017, teniendo en cuenta su experiencia de vida como niña refugiada. El guion finalmente ganó el Premio de Cine Global del Festival de Cine de Sundance en 2017. La película se basa en una niña musulmana senegalesa tradicional que se ve atrapada y dividida entre dos fortunas contrastantes, los valores tradicionales de su familia y la cultura de Internet, al mismo tiempo que habla sobre la hipersexualización de las preadolescentes. Se estrenó en el Festival de Cine de Sundance de 2020 el 23 de enero de 2020, y ganó el premio del jurado a la dirección elogiando el guion de la película.
Doucouré dijo que "creó un clima de confianza entre los niños y ella" durante el rodaje. Dijo mientras trabajaba en la película que "Les expliqué todo lo que estaba haciendo y la investigación que había hecho antes de escribir esta historia. También tuve suerte de que los padres de estas niñas también fueran activistas, por lo que todos estábamos en el mismo lado. A su edad, han visto este tipo de baile. Cualquier niño con un teléfono puede encontrar estas imágenes en las redes sociales en estos días". También afirmó que trabajó con un psicólogo infantil durante el rodaje. Se reveló que Doucouré pasó casi 18 meses investigando estudios sobre cómo los niños pequeños y preadolescentes están expuestos a contenido para adultos mayores de 18 años e imágenes sexualizadas en las redes sociales para mostrar la realidad precisa de la película. Ella también reveló que aproximadamente 700 chicas fueron audicionadas para elegir a la chica adecuada para interpretar el papel principal.
A pesar de ser aclamada por la crítica, desde su estreno en la plataforma Netflix, la película ha sido objeto de una feroz polémica en Estados Unidos, acusada por la derecha conservadora de promover “la exhibición obscena de los genitales de menores, solicitando un interés lujurioso en el sexo”. Doucouré también fue atacada directamente tras el estreno en la plataforma, recibiendo numerosas amenazas de muerte.

#### Hawa (2022)
Su segundo largometraje, Hawa, ganó el Premio Plataforma en el Festival Internacional de Cine de Toronto de 2022. Fue estrenado posteriormente en Prime Video.

#### Proyectos en desarrollo:Josephine Baker
En 2023 anunció que trabaja en un proyecto biográfico sobre Josephine Baker, figura emblemática de la Resistencia, del mundo del espectáculo y de la lucha por los derechos civiles. El largometraje está en desarrollo y será coproducido por Bien ou Bien Productions y StudioCanal.

## Distinciones

#### Condecoraciones
- Caballero de la Orden Nacional del Mérito (decreto del 7 de junio de 2024)
- Caballero de la Orden de las Artes y las Letras (2020)

#### Premios y reconocimientos
Por Maman(s) (2015):
- César al mejor cortometraje (2017)[28]
- Premio del Jurado – Sundance (2016)[29]
- Best Short Film Award – Festival Internacional de Cine de Toronto (2016)[30]

Por Mignonnes (2020):
- Premio a la mejor dirección – World Cinema Dramatic, Sundance (2020)[31]
- Mención especial del jurado – sección Generation, Berlinale (2020)[32]
- Nominación al César a la mejor ópera prima[33]
- César a la mejor revelación femenina para Fathia Youssouf[33]
- Premio Alice Guy (2021)[34]

## Filmografía

#### Cortometrajes
| Año  | Película    | Recaudación global |
| ---- | ----------- | ------------------ |
| 2013 | Cache-Cache | 692.459 USD        |
| 2015 | Mamá(s)     | N/D                |

#### Largometraje
| Año  | Película        | Recaudación global |
| ---- | --------------- | ------------------ |
| 2020 | Guapis          | 692.459 USD        |
| 2022 | Hawa            | N/D                |
| 2025 | Josephine Baker | N/D                |